# L'ordalia
L'ordalia è il terzo romanzo di Italo Alighiero Chiusano, pubblicato nel 1979. Il titolo, l'ordalia, richiama un'antica pratica giuridica, secondo la quale l'innocenza o la colpevolezza dell'accusato venivano determinate sottoponendolo ad una prova dolorosa o a un duello.

## Trama
Runo, un giovane scrivano alla corte papale di Roma, scopre che la famosa Donazione di Costantino, sulla quale si basa il potere temporale del Papa, è un falso. La sua disillusione è tale da costringerlo a lasciare Roma per intraprendere una vita di avventure in cerca della verità su se stesso, il mondo e la Chiesa. Nel suo viaggio attraverso l'Italia medievale (è l'anno 1000) affronta molte avventure, alcune felici, altre terrificanti, e riesce a sconfiggere i suoi ostacoli. Maestro e guida nel suo viaggio è un saggio monaco più anziano, Petro, che si è trovato personalmente a dover sostenere un'ordalia fidandosi ciecamente della sua fede in Dio. Nel suo viaggio, Runo prende parte a battaglie, trova l'amore tra le braccia di una giovane donna di campagna, e infine incontra il giovane imperatore Ottone III, al quale rivela il segreto della falsità della Donazione di Costantino, nella speranza che Ottone costruisca una nuova Chiesa spoglia dai poteri temporali e possedimenti terreni.

## Critica
Il romanzo fu apprezzato dalla critica subito dopo la sua pubblicazione, arrivando tra i cinque finalisti del prestigioso Premio Campiello, e vincendo il Premio Letterario Basilicata.

## Romanzi ispirati
Un anno dopo la pubblicazione de L'ordalia, fu pubblicato il romanzo Il nome della rosa di Umberto Eco. Tra le molte analogie che accomunano i due romanzi ricordiamo l'ambientazione temporale (Medio Evo), la tipologia di romanzo (intesa come romanzo di formazione), e l'abito di Chiesa del protagonista e narratore, Runo, e del personaggio aiutante, Petro, il saggio monaco più anziano. Le diverse similarità, e la notorietà che L'ordalia aveva nel 1979, che un esperto di letteratura come Umberto Eco difficilmente ignorava, fanno ritenere L'ordalia con molte probabilità una delle principali fonti di ispirazione de "Il nome della rosa". È inoltre degno di nota il ruolo importante che Chiusano dette al diario tenuto dal personaggio principale, simbolo della sua esperienza e evoluzione attraverso le sue avventure. Proprio il diario venne scelto come tramite tra il narratore Runo e il lettore. E allo stesso modo, uno può pensare che proprio il diario sia stato scelto da Eco come punto di comunione tra le due storie diverse di Runo e di Adso.